# Lasiobertia
Lasiobertia is een geslacht van schimmels dat behoort tot de familie Xylariaceae. De typesoort is Lasiobertia africana.

## Soorten
Volgens Index Fungorum telt het geslacht twee soorten (peildatum september 2023):
| Soortnaam                 | Auteur(s)                             | Publicatiejaar |
| ------------------------- | ------------------------------------- | -------------- |
| Lasiobertia africana      | Sivan.                                | 1978           |
| Lasiobertia portoricensis | Huhndorf, A.N. Mill. & F.A. Fernández | 2004           |